# Ray Acosta
Ray Acosta (* 12. Dezember 1983 in Elizabeth, New Jersey) ist ein US-amerikanischer Schiedsrichter im Basketball, der seit dem Jahr 2017 in der NBA tätig ist. Er trägt die Uniform mit der Nummer 54.

## Karriere

### College-Basketball
Vor dem Einstieg in die NBA arbeitete für zwölf Jahre als College-Basketballschiedsrichter in der Sun Belt Conference, Southern Conference, American Athletic Conference, Atlantic Sun Conference, Conference USA, Mid-Eastern Athletic Conference und Big South Conference.

### National Basketball Association
Acosta begann im Jahr 2017 seine NBA-Schiedsrichterlaufbahn beim Spiel der Brooklyn Nets gegen die Orlando Magic.
Zuvor war er sechs Jahre als Schiedsrichter in der NBA G-League tätig.